# Mikaela Laurén
Mikaela Laurén (Estocolmo, 20 de enero de 1976) es una boxeadora profesional sueca. Fue también nadadora de la selección nacional. En el boxeo ostentó el título femenino de peso medio-ligero del CMB de 2014 a 2016, y ha disputado una vez el campeonato femenino indiscutible de peso wélter en 2017. A partir de septiembre de 2020, está clasificada como la cuarta mejor peso medio-ligero en activo del mundo por The Ring y la séptima por BoxRec.

## Primeros años
Laurén creció en Enskede, al sur de Estocolmo. Empezó a nadar a los tres años y se entrenó con la asociación deportiva de la policía de Estocolmo. A los dieciocho años se trasladó a Estados Unidos, donde fue reclutada por la Universidad de Nebraska-Lincoln. Durante su estancia en el país decidió tatuarse el texto "Destiny" en la parte baja de la espalda, al mismo tiempo que su mejor amiga, la nadadora Therese Alshammar, se tatuaba el texto "Diva" en el mismo lugar de su cuerpo. En 2001 Laurén regresó a Suecia y continuó su preparación para los Juegos Olímpicos de Atenas 2004.
En marzo de 2005, fue detenida por tener esteroides anabolizantes en su casa. Fue condenada a un año y dos meses de prisión por delitos de dopaje y armas. Cumplió su condena hasta su liberación en mayo de 2006. Durante su encarcelamiento estudió Nutrición y Entrenamiento en la Mittuniversity de Östersund. También continuó con la fisioterapia y dirigió el entrenamiento de las reclusas en la prisión. Tras su liberación, se formó como entrenadora personal y decidió volver a Santa Mónica (California), en Estados Unidos, para empezar a trabajar como boxeadora profesional.
Laurén compitió en el programa de baile de famosos Let's Dance de 2017, que se emitió por TV4. Fue la primera bailarina en ser eliminada.

## Carrera profesional en el boxeo
Laurén firmó un contrato con New Sweden en mayo de 2007 y debutó como profesional en abril de 2009. El 24 de septiembre de 2010 derrotó a Jill Emery por decisión unánime. El 30 de octubre de 2010 Mikaela se enfrentó a la noruega Cecilia Brækhus en un combate en Alemania en el que perdió por nocaut técnico en el séptimo asalto.
Ha realizado 36 combates profesionales y ha ganado 31 de ellos. El 8 de noviembre de 2014 ganó el título del CMB en peso superwélter contra la boxeadora estadounidense Aleksandra Magdaziak.

## Combates realizados
| Número | Resultado | Récord | Oponente                  | Método             | Fecha                    | Ronda  | Localización  |
| ------ | --------- | ------ | ------------------------- | ------------------ | ------------------------ | ------ | ------------- |
| 42     | Derrota   | 33–8–1 | Michaela Kotásková        | Decisión (unánime) | 30 de noviembre de 2024  | 10     | Viena         |
| 41     | Empate    | 33–7–1 | Jordan Barker Porter      | Decisión (split)   | 12 de octubre de 2024    | 6      | Gotemburgo    |
| 40     | Derrota   | 33–7   | Ester Konecna             | Decisión (unánime) | 29 de junio de 2024      | 6      | Benidorm      |
| 39     | Victoria  | 33–6   | Mariami Nutsubidze        | Retiro de esquina  | 24 de febrero de 2024    | 8      | Copenhague    |
| 38     | Victoria  | 32–6   | Paty Ramírez              | Decisión (unánime) | 11 de diciembre de 2019  | 6      | Gotemburgo    |
| 37     | Derrota   | 31–6   | Marie-Eve Dicaire         | Decisión (unánime) | 13 de abril de 2019      | 10     | Montreal      |
| 36     | Victoria  | 31–5   | Eva Bajic                 | Decisión (unánime) | 9 de junio de 2018       | 6      | Gotemburgo    |
| 35     | Victoria  | 30–5   | Verena Kaiser             | MD                 | 21 de abril de 2018      | 10     | Sundsvall     |
| 34     | Derrota   | 29–5   | Cecilia Brækhus           | TKO (golpes)       | 21 de octubre de 2017    | 6 (10) | Stokke        |
| 33     | Victoria  | 29–4   | Kita Watkins              | Decisión (unánime) | 22 de abril de 2017      | 6      | Sundsvall     |
| 32     | Victoria  | 28–4   | Szilvia Szabados          | TKO (golpes)       | 9 de diciembre de 2016   | 6 (6)  | Nyköping      |
| 31     | Derrota   | 27–4   | Klara Svensson            | Decisión (unánime) | 10 de septiembre de 2016 | 10     | Estocolmo     |
| 30     | Victoria  | 27–3   | Ivana Habazin             | TKO (golpes)       | 23 de abril de 2016      | 3 (10) | Estocolmo     |
| 29     | Victoria  | 26–3   | Jennifer Retzke           | TKO (golpes)       | 28 de noviembre de 2015  | 5 (10) | Västerås      |
| 28     | Victoria  | 25–3   | Victoria Cisneros         | TKO (golpes)       | 6 de junio de 2015       | 4 (10) | Estocolmo     |
| 27     | Victoria  | 24–3   | Celia Rosa Sierra         | TKO (golpes)       | 21 de marzo de 2015      | 3 (6)  | Puerto España |
| 26     | Victoria  | 23–3   | Aleksandra Magdziak Lopes | MD                 | 8 de noviembre de 2014   | 10     | Västerås      |
| 25     | Victoria  | 22–3   | Kali Reis                 | Decisión (unánime) | 18 de julio de 2014      | 8      | Sedaví        |
| 24     | Victoria  | 21–3   | Esther Matshiya           | Decisión (unánime) | 27 de marzo de 2014      | 8      | Estocolmo     |
| 23     | Victoria  | 20–3   | Rita Kenessey             | TKO (golpes)       | 14 de diciembre de 2013  | 2 (6)  | Estocolmo     |
| 22     | Derrota   | 19–3   | Christina Hammer          | Decisión (unánime) | 13 de julio de 2013      | 10     | Dresde        |
| 21     | Victoria  | 19–2   | Floarea Lihet             | RTD                | 14 de junio de 2013      | 6 (8)  | Sedaví        |
| 20     | Victoria  | 18–2   | Angel McKenzie            | Decisión (unánime) | 10 de noviembre de 2012  | 6      | Estocolmo     |
| 19     | Victoria  | 17–2   | Eva Bajic                 | TKO (golpes)       | 5 de octubre de 2012     | 5 (12) | Estocolmo     |
| 18     | Victoria  | 16–2   | Pimnipa Tanawatpipat      | KO                 | 15 de junio de 2012      | 2 (6)  | Dubái         |
| 17     | Victoria  | 15–2   | Cindy Serrano             | Decisión (unánime) | 27 de abril de 2012      | 6      | Linköping     |
| 16     | Derrota   | 14–2   | Loli Muñoz                | Decisión (unánime) | 30 de marzo de 2012      | 8      | Gandía        |
| 15     | Victoria  | 14–1   | Chantal Ughi              | KO                 | 2 de febrero de 2012     | 1 (6)  | Dubái         |
| 14     | Victoria  | 13–1   | Luisa María Romero        | TKO (golpes)       | 18 de noviembre de 2011  | 2 (6)  | Santo Domingo |
| 13     | Victoria  | 12–1   | Eliana María Lencina      | Decisión (unánime) | 21 de octubre de 2011    | 8      | Castellón     |
| 12     | Victoria  | 11–1   | Eva Bajic                 | TKO (golpes)       | 3 de septiembre de 2011  | 2 (6)  | Karlstad      |
| 11     | Victoria  | 10–1   | Angel McKenzie            | Decisión (unánime) | 23 de julio de 2011      | 10     | Chiva         |
| 10     | Victoria  | 9–1    | Viktoria Demidova         | Decisión (unánime) | 28 de mayo de 2011       | 6      | Örebro        |
| 9      | Victoria  | 8–1    | Rachel Clark              | MD                 | 15 de abril de 2011      | 6      | Castellón     |
| 8      | Victoria  | 7–1    | Daniela Bickei            | TKO (golpes)       | 17 de diciembre de 2010  | 1 (6)  | Sedaví        |
| 7      | Derrota   | 6–1    | Cecilia Brækhus           | TKO (golpes)       | 30 de octubre de 2010    | 7 (10) | Rostock       |
| 6      | Victoria  | 6–0    | Jill Emery                | Decisión (unánime) | 24 de septiembre de 2010 | 6      | Karlstad      |
| 5      | Victoria  | 5–0    | Borislava Goranova        | Decisión (unánime) | 10 de septiembre de 2010 | 6      | Malmö         |
| 4      | Victoria  | 4–0    | Natālija Dolgova          | Decisión (unánime) | 20 de febrero de 2010    | 6      | Luleå         |
| 3      | Victoria  | 3–0    | Natālija Dolgova          | Decisión (unánime) | 3 de octubre de 2009     | 6      | Estocolmo     |
| 2      | Victoria  | 2–0    | Marina Morozova           | KO                 | 6 de junio de 2009       | 3 (4)  | Tidaholm      |
| 1      | Victoria  | 1–0    | Sandra Kirchbaum          | PTS                | 4 de abril de 2009       | 4      | Burghausen    |

## Enlaces personales
- Sitio web oficial
- Mikaela Laurén en Facebook
- Mikaela Laurén en Instagram

- Datos: Q3370101
- Multimedia: Mikaela Laurén / Q3370101

- Esta obra contiene una traducción  derivada de «Mikaela Laurén» de Wikipedia en inglés, publicada por sus editores bajo la Licencia de documentación libre de GNU y la Licencia Creative Commons Atribución-CompartirIgual 4.0 Internacional.